# Tips (film 1923)
Tips è un cortometraggio muto del 1923 diretto da Arvid E. Gillstrom.

## Produzione
Il film fu prodotto dalla Century Film. Venne girato all'Ambassador Hotel, al 3400 di Wilshire Boulevard di Los Angeles.

## Distribuzione
Distribuito dall'Universal Pictures, il film - un cortometraggio in due bobine - uscì nelle sale cinematografiche USA il 25 luglio 1923.